# Масові вбивства в Бородянці
Масові вбивства в Бородянці — масове вбивство українського цивільного населення в селищі Бородянка Київської області, скоєне збройними силами РФ у березні 2022 року під час вторгнення в Україну. Воєнний злочин.
Під час боїв за Бородянку російська армія, серед іншого, розбомбила з літаків 8 багатоквартирних будинків, а під час подальшої окупації не давала розбирати завали та розстрілювала мирних жителів із вогнепальної зброї. За даними поліції, станом на травень 2022 року в селищі знайшли 41 загиблого під завалами будинків і ще понад 300 — в похованнях, зроблених місцевими жителями. Руйнування в Бородянці стали наймасштабнішими в Київській області.

## Перебіг подій
Коли на початку березня 2022 року російські війська проривалися до Києва, Бородянка опинилася на головному їхньому шляху до столиці. В ній не було жодних військових об'єктів, але, зіткнувшись зі спротивом цивільного населення, окупанти знищили значну частину селища обстрілами та бомбардуваннями.

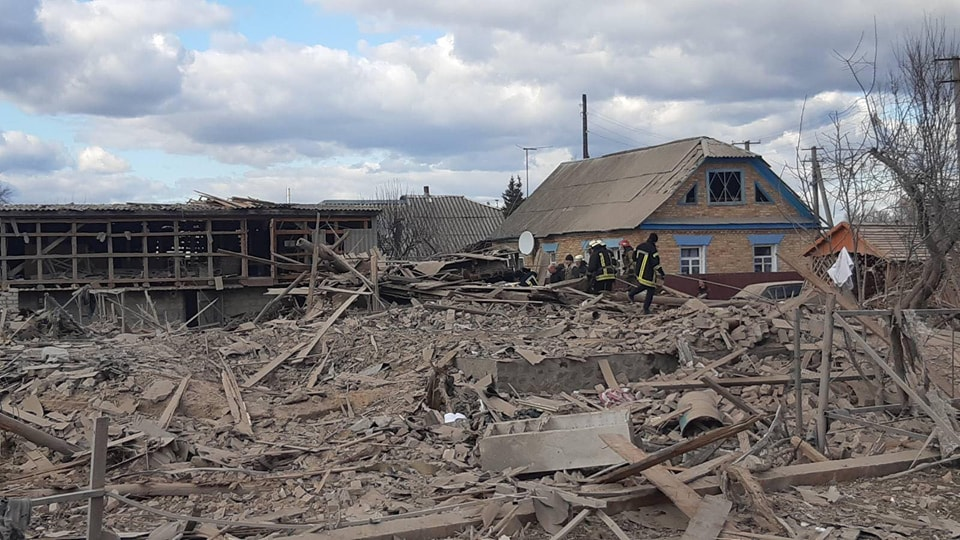
Руїни будинку, де 26 лютого загинули 6 людей

До війни в Бородянці жили 13 тисяч людей, більшість із яких покинули її після початку російського вторгнення в Україну. Частину мешканців вдалося евакуювати гуманітарними коридорами вже під час боїв та окупації.
Вранці 26 лютого на східній околиці Бородянки з'явилася російська бронетехніка, яку зустріла тероборона. Того ж дня російським артилерійським обстрілом був зруйнований будинок місцевого поліцейського, загинула його родина з 6 осіб. Ввечері тероборона на сході селища на Центральній вулиці спалила російський бронетранспортер.
27 лютого велика російська бронеколона пішла по Окружній дорозі Бородянки, де захисникам селища було важче сховатись. Крім того, з настанням темряви невелика колона з бурятськими військовиками знову поїхала по Центральній, але біля пошти потрапила в засідку. 27-28 лютого, за словами Юрія Бутусова, бородянська тероборона спалила 3 вантажівки та захопила 4. Разом із теробороною Бородянку захищала місцева поліція.
28 лютого вранці селище було обстріляне, спалахнули два супермаркети. Близько 11 години на Центральну вулицю заїхала колона з 24 танків, 26 бронемашин та ракетних установок і 15 бензовозів. Вона розграбувала кілька магазинів і почала стріляти з гармат і кулеметів по житловим будинкам та іншим будівлям, зокрема адміністративним, військомату, музичній школі та нафтобазі. Проходячи колоною по селищу, російські військові вбили з автоматів близько 8 людей. Багато наляканих жителів покинули Центральну вулицю, що врятувало їм життя. Невдовзі після проїзду селищем ця колона, за деякими даними, була розбита.

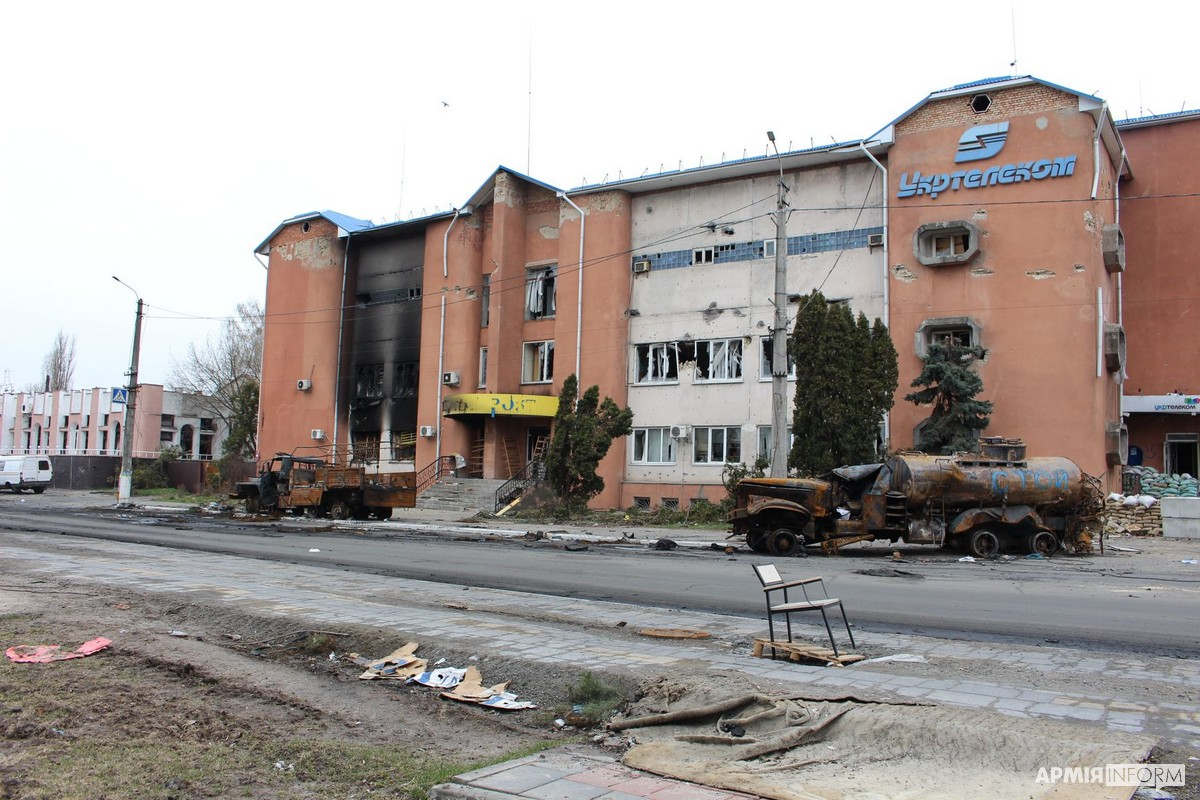
Будівля пошти на Центральній вулиці

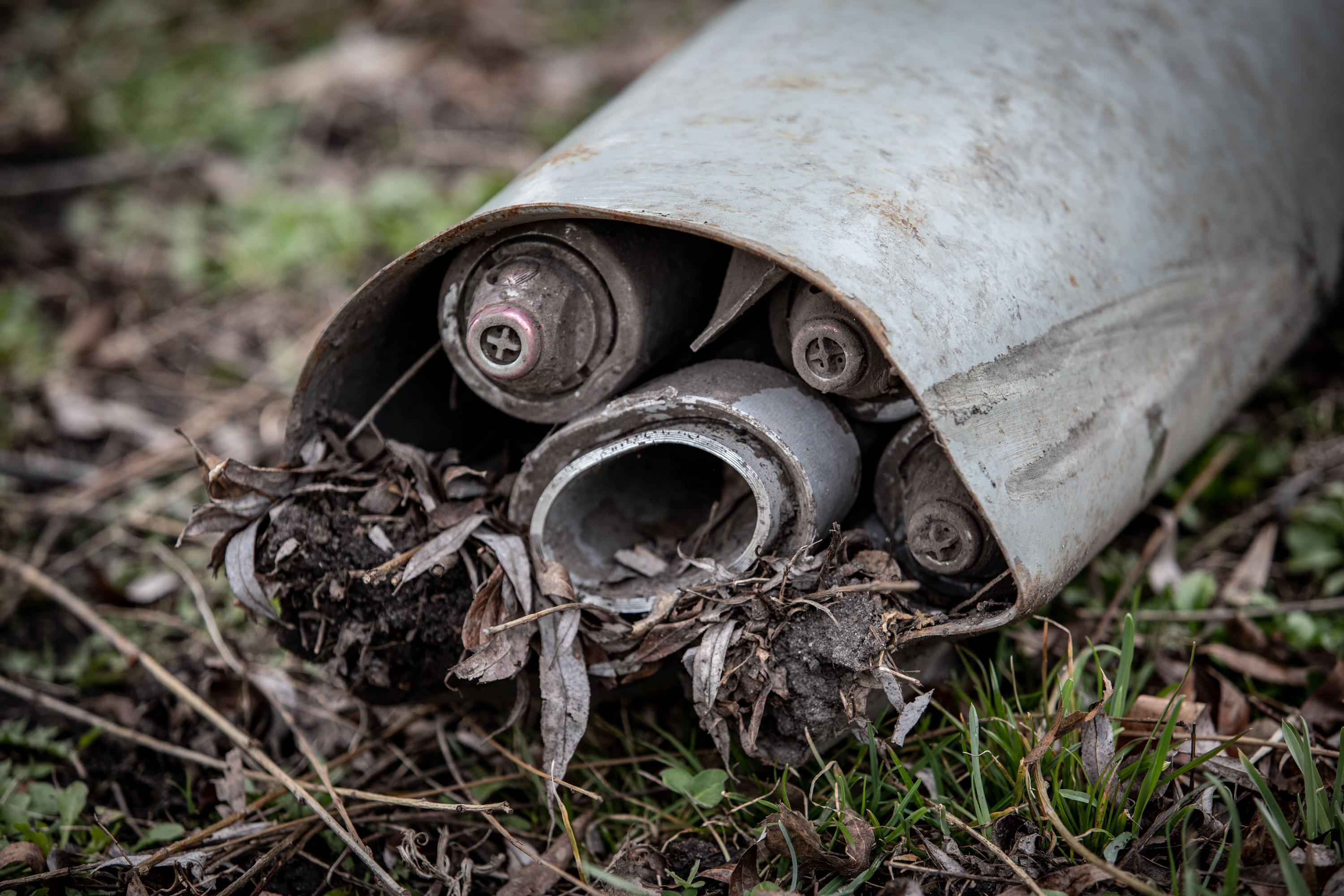
Снаряд із касетними елементами в Бородянці

1 березня поблизу Бородянки розбили ще одну російську колону, яка везла, серед іншого, харчі з українських магазинів і патрони (вилучені українськими поліцейськими). Значну кількість зброї та боєприпасів у цих боях захопила й тероборона.

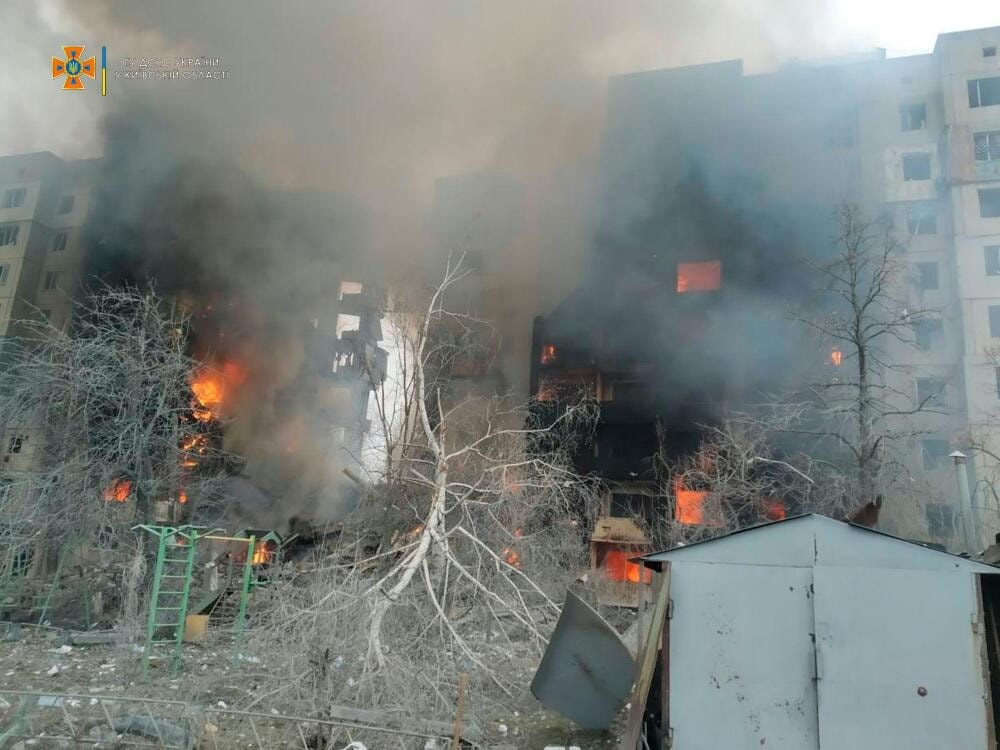
Бородянка 2 березня

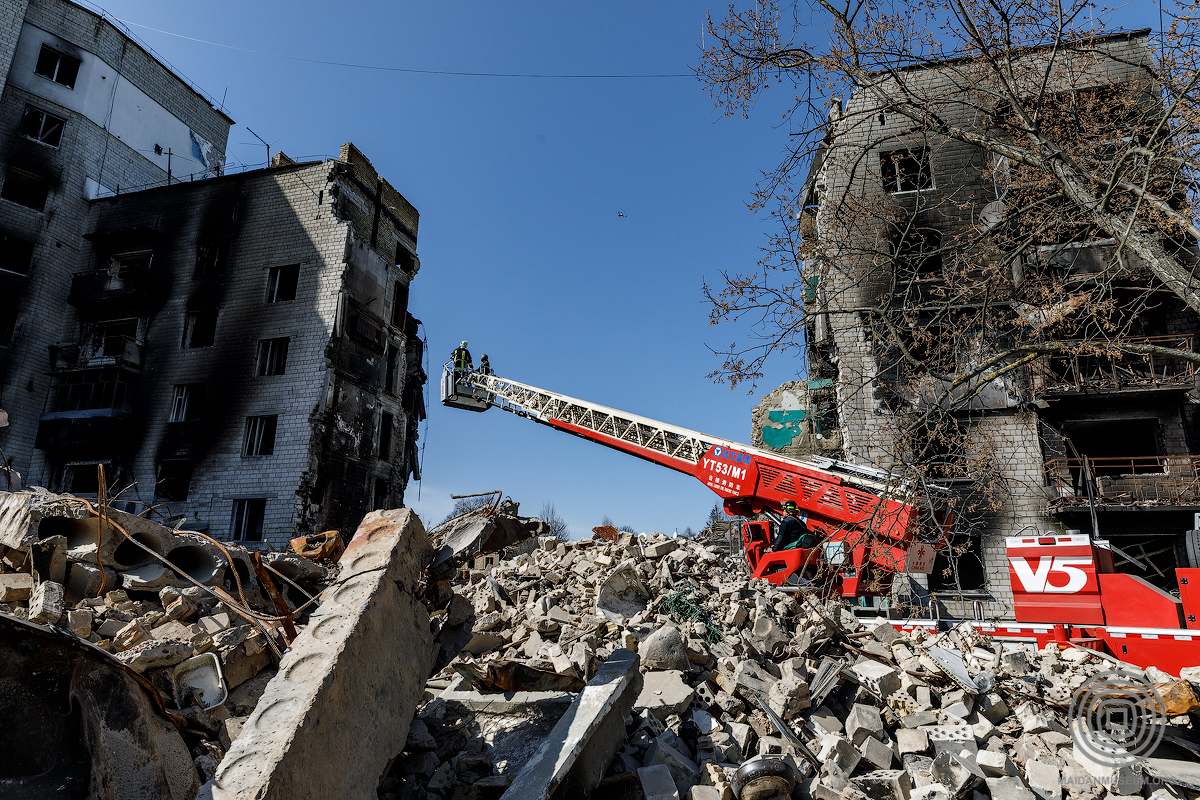
Будинок на Центральній, 429, де 1 березня загинула одна людина

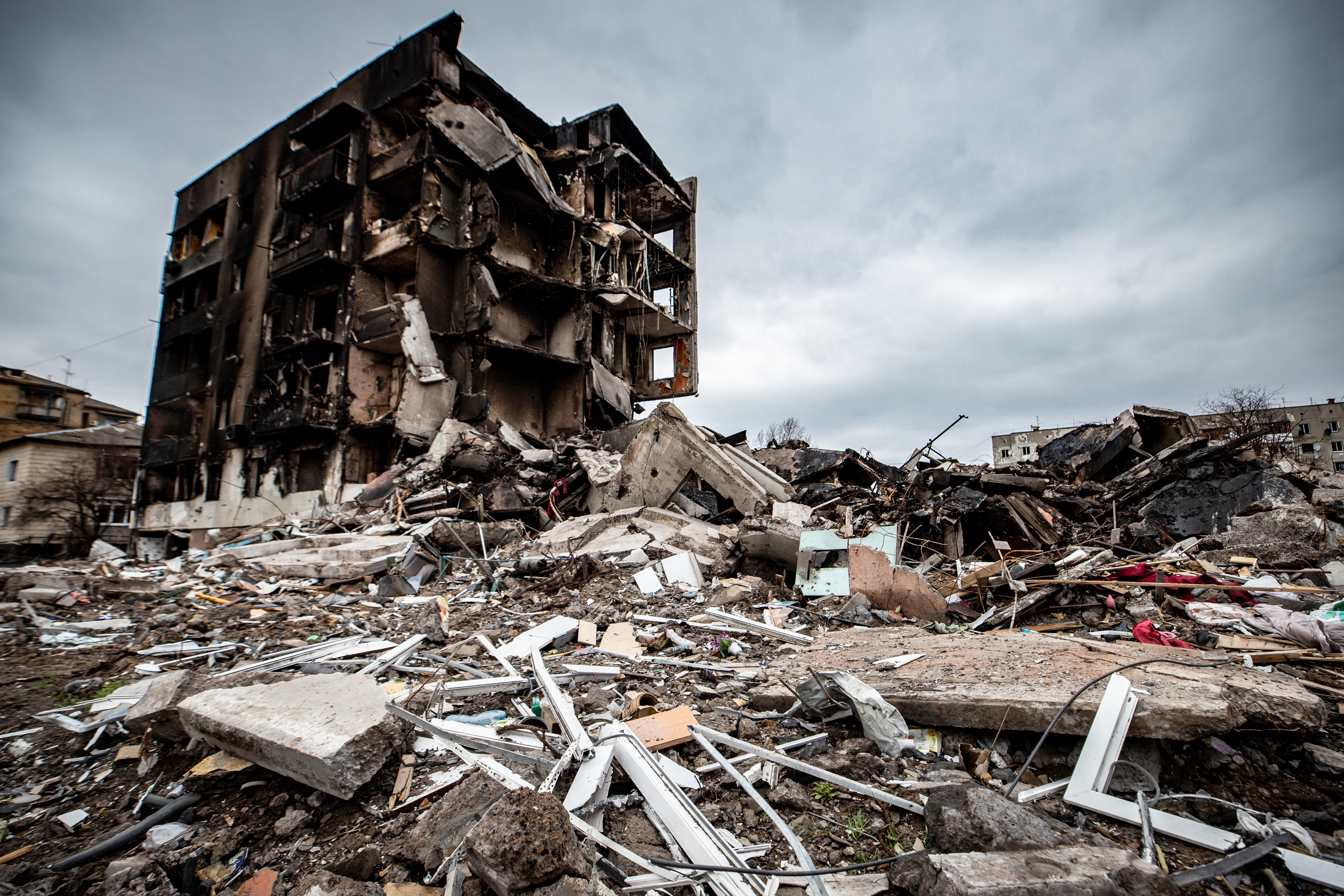
Будинок на Центральній, 326, де 1 березня загинули принаймні двоє людей

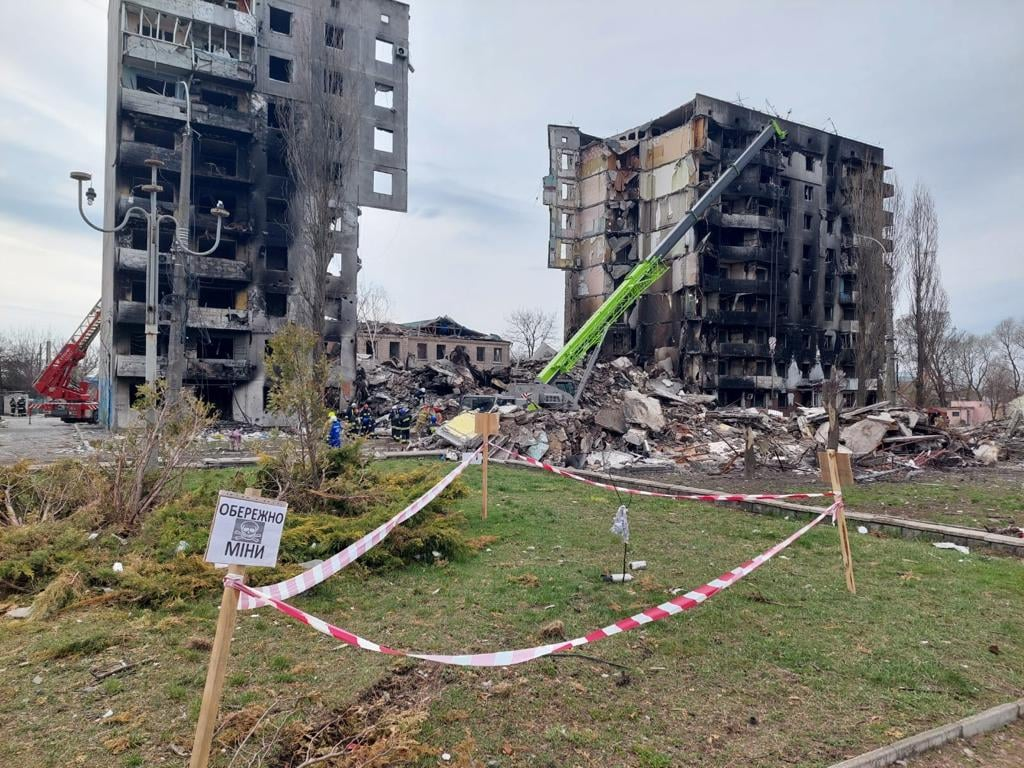
Будинок на Центральній, 359, де 2 березня загинули не менше 23 людей

У другій половині дня 1 та вранці 2 березня російська авіація нанесла удари по 8 багатоповерхівках Бородянки. На кожну з них було скинуто по авіабомбі ФАБ-250. Ці удари знищували цілі під'їзди та пошкоджували сусідні будинки; від будівель лишалися обгорілі каркаси. Крім того, багатоповерхівки обстрілювали артилерією або ракетами наземного базування.
За даними прокуратури Київської області та генпрокурора України Ірини Венедіктової, в Бородянці, крім авіабомб ФАБ-250, застосовували реактивні системи залпового вогню «Смерч» та «Ураган». В селищі знайдено, зокрема, касетну ракету від «Смерча», рештки 500-кілограмової касетної бомби РБК-500 та характерні пошкодження від касетних елементів на залишках автомобілів. Венедіктова зазначила, що російські військовики наносили авіаудари по будинках ввечері, коли там було найбільше людей.
За даними розслідування Amnesty International, 1 березня близько 17 години було нанесено перший авіаудар: по будинку 429A на Центральній вулиці. Там було вбито 6 людей, у тому числі жителів сусідніх будинків, які ховалися в підвалі. Через кілька хвилин було нанесено удар по будинку 429, де загинула одна людина, а потім — по будинках 427 та 427A, де жертв не було. Того ж вечора близько 20:20 удар по будинку 371 на тій же вулиці вбив 7 людей. Одразу після цього ударом по будинку 326 було вбито принаймні двох. Наступного дня близько 07:40 бомбардуванням було зруйновано будинок 359, де загинули не менше 23 людей, переважно в підвалі. Через лічені хвилини удар по будинку 353 вбив трьох людей.
Міністерство оборони України з посиланням на місцевих жителів повідомило, що внаслідок авіаударів чимало людей були поховані живцем і, судячи зі стогонів, лежали, вмираючи, до тижня.
За словами Дениса Монастирського, одразу після бомбардування група рятувальників ДСНС почала розбирати завали, але була обстріляна. Наступного дня це повторилося, після чого рятувальники вже не мали доступу до цього місця. Проте 2 березня ДСНС разом із волонтерами змогла евакуювати понад 200 мешканців Бородянки, зокрема заблокованих в підвалах і погребах під завалами. 3 березня Міноборони Росії оголосило про «забезпечення коридору для виходу мирних мешканців» із Бородянки. 2 та 3 березня руйнування та знищену російську техніку в селищі відзняли журналісти Мар'ян Кушнір та Макс Левін, які вивели звідти колону цивільних.
1 березня під Бородянкою був збитий російський бомбардувальник Су-34 із 277-го авіаційного полку. Обидва пілоти загинули. З уламків цього літака волонтерська група Drones for Ukraine стала виготовляти сувенірні брелоки, на яких станом на серпень 2022 року зібрала 1,2 млн доларів на дрони для ЗСУ. Невдовзі після нальотів селищем знову намагалася пройти російська техніка, але була розбита.
На повне витіснення захисників Бородянки з селища у окупантів пішло більше тижня. Станом на 5 березня вона вже перебувала під контролем російських військ, хоча бої в околицях тривали й надалі: так, 10 березня було опубліковане відео знищення в районі Бородянки кількох російських танків. Проте до 12 березня селище було «зачищене».
Окупанти не давали місцевим жителям розбирати завали. Кілька свідків, опитаних BBC, повідомили, що російські військові погрожували зброєю або й вбивали тих, хто хотів дістати з-під руїн живих на той час людей. Завали було розібрано лише після звільнення селища — 6—20 квітня, коли живих людей вже не залишилося.
В кінці березня 2022 року російські війська, відкинуті від Києва, стали виходити з Київської області, зосереджуючись відтоді на Донбасі. 1 квітня Бородянка повернулася під контроль України. Коли росіяни відступили з селища, там залишалося тільки кількасот жителів, при цьому близько 90 % містян утекли, а деяка невідома на той час кількість загинула в руїнах. Відступаючи, російські підрозділи розставили по всьому містечку міни.

## Жертви

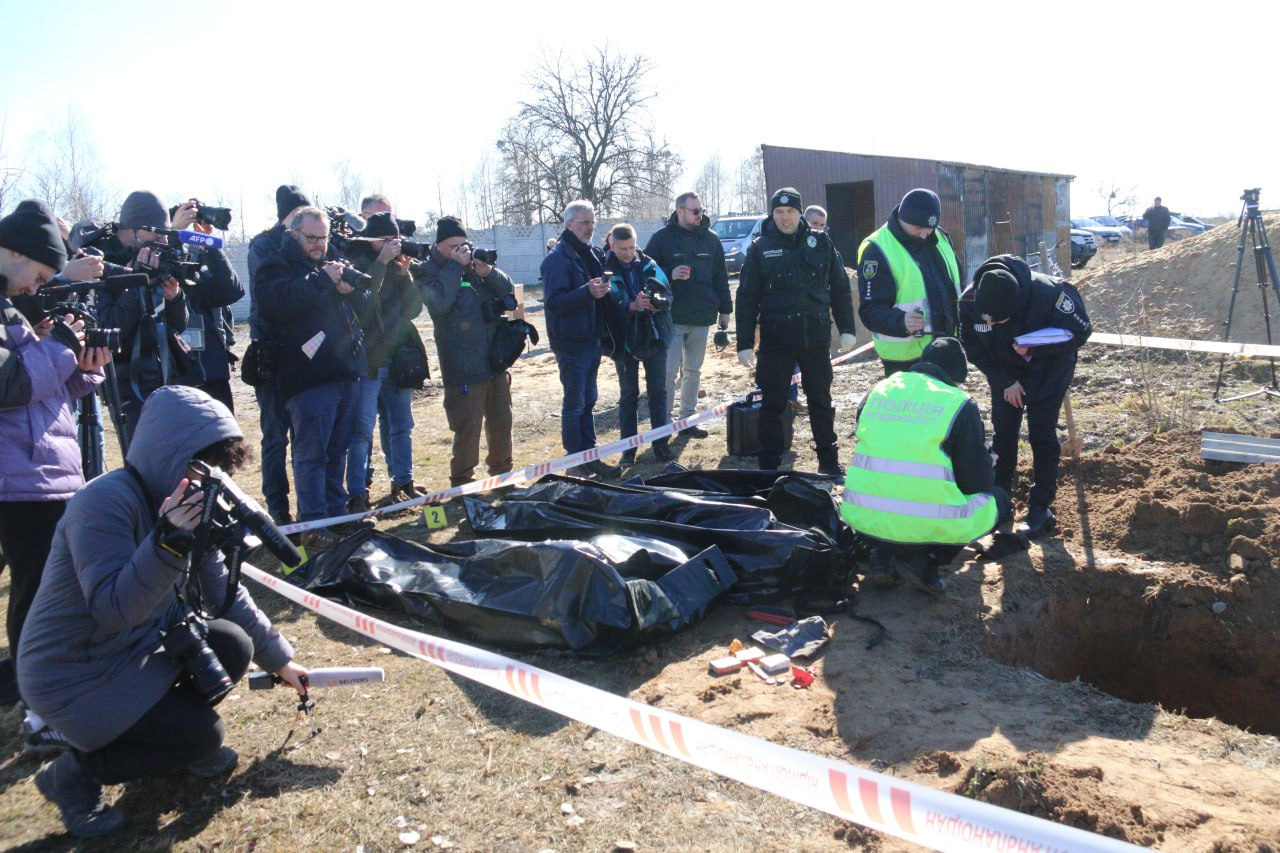
Ексгумація вбитих у Бородянці, березень 2023 року

Під завалами було знайдено 41 тіло загиблих. Крім того, є розстріляні, яких жителі поховали на подвір'ях, городах, цвинтарі тощо. Станом на 22 квітня 2022, за даними начальника поліції Київської області Андрія Нєбитова, в Бородянці виявлено понад 80 тіл загиблих, і ці дані далеко не остаточні. На кінець квітня в селищі налічувалося 115 загиблих. Станом на 6 травня, за даними місцевої поліції, в похованнях, які виявили після окупації, знайшли понад 300 тіл (на додачу до 41, виявленого під завалами). За даними поліції на лютий 2023 року, вивезено близько 250 тіл, з яких 80-85 % — із ознаками насильницької смерті; у багатьох тіл зв'язані руки або перерізане горло. Багато людей померли через відсутність своєчасної медичної допомоги. За даними начальника відділення поліції № 2 в Бородянці В'ячеслава Цилюрика на лютий 2023 року, близько 68 осіб зникли безвісти. Вбитих продовжували знаходити навіть через рік. У травні 2023 року МВС України повідомило про 162 загиблих (з яких 48 — під завалами будинків) та 28 зниклих безвісти в Бородянській громаді. За даними голови місцевого ЖКГ, серед убитих у Бородянці найбільше молодих хлопців, застрелених у голову, — як і в Бучі та Макарові.
Станом на травень 2025 року точна кількість загиблих не встановлена. За наявними на цей час даними, під час боїв та окупації селища загинули не менше 171 цивільної людини. Понад 60 людей мають статус безвісти зниклих.
Серед жертв є пацієнти психоневрологічного диспансера Бородянки, на території якого за час окупації померло 13 людей — в основному ослаблених важкими умовами. Двоє важкохворих померли в хаосі евакуації 13 березня, ще понад 20 — вже на нових місцях, до яких не змогли пристосуватися. Крім того, один хворий втік і загинув від обстрілу, а двоє зникли безвісти.
В Бородянському притулку за час окупації загинули від голоду і спраги понад 300 собак, замкнених у вольєрах.

## Виконавці
У квітні 2022 року Головне управління розвідки Міністерства оборони України опублікувало дані російських військових 234-го десантно-штурмового полку, який, зокрема, вчиняв геноцид у Бородянці.

## Руйнування

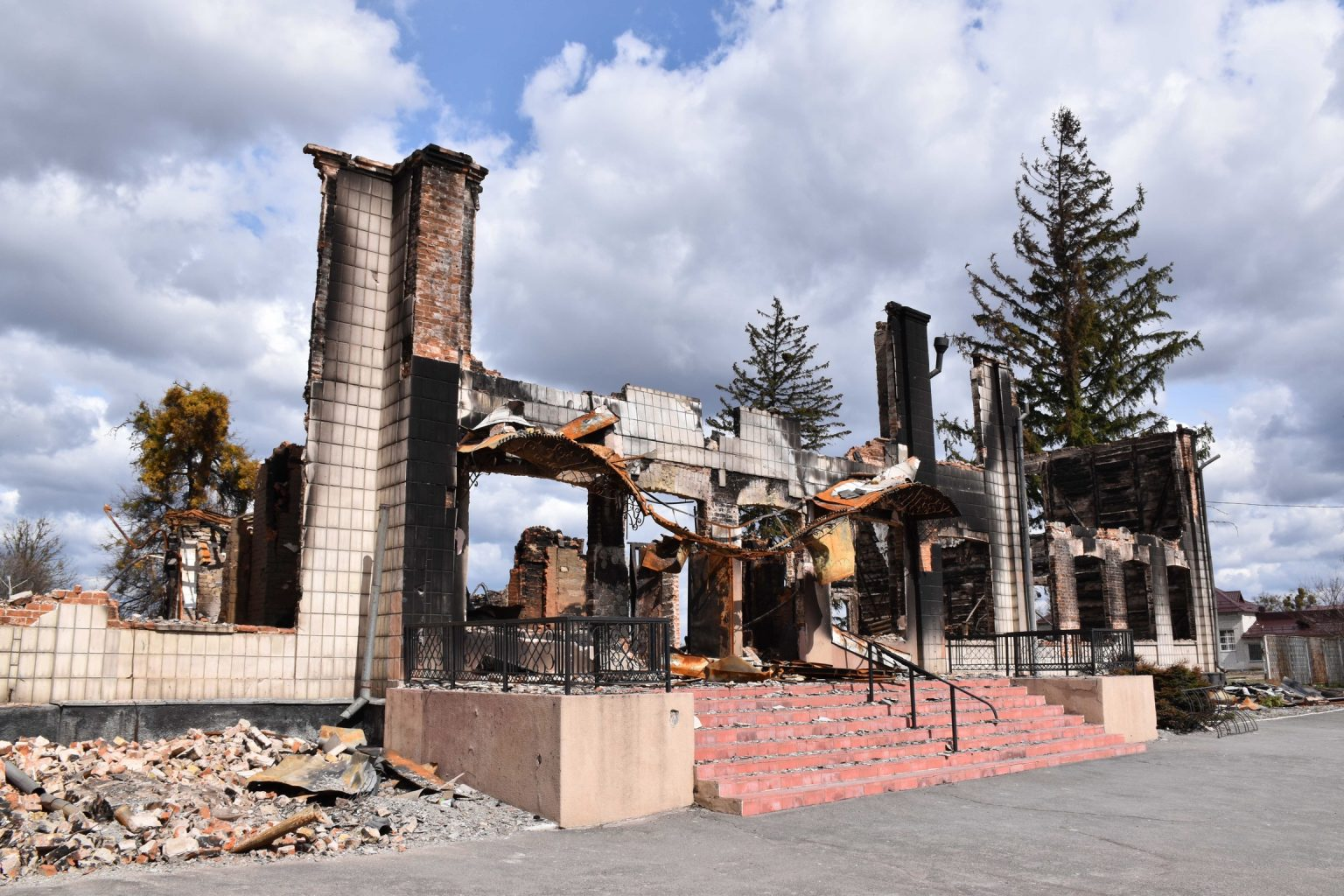
Центр реабілітації ветеранів

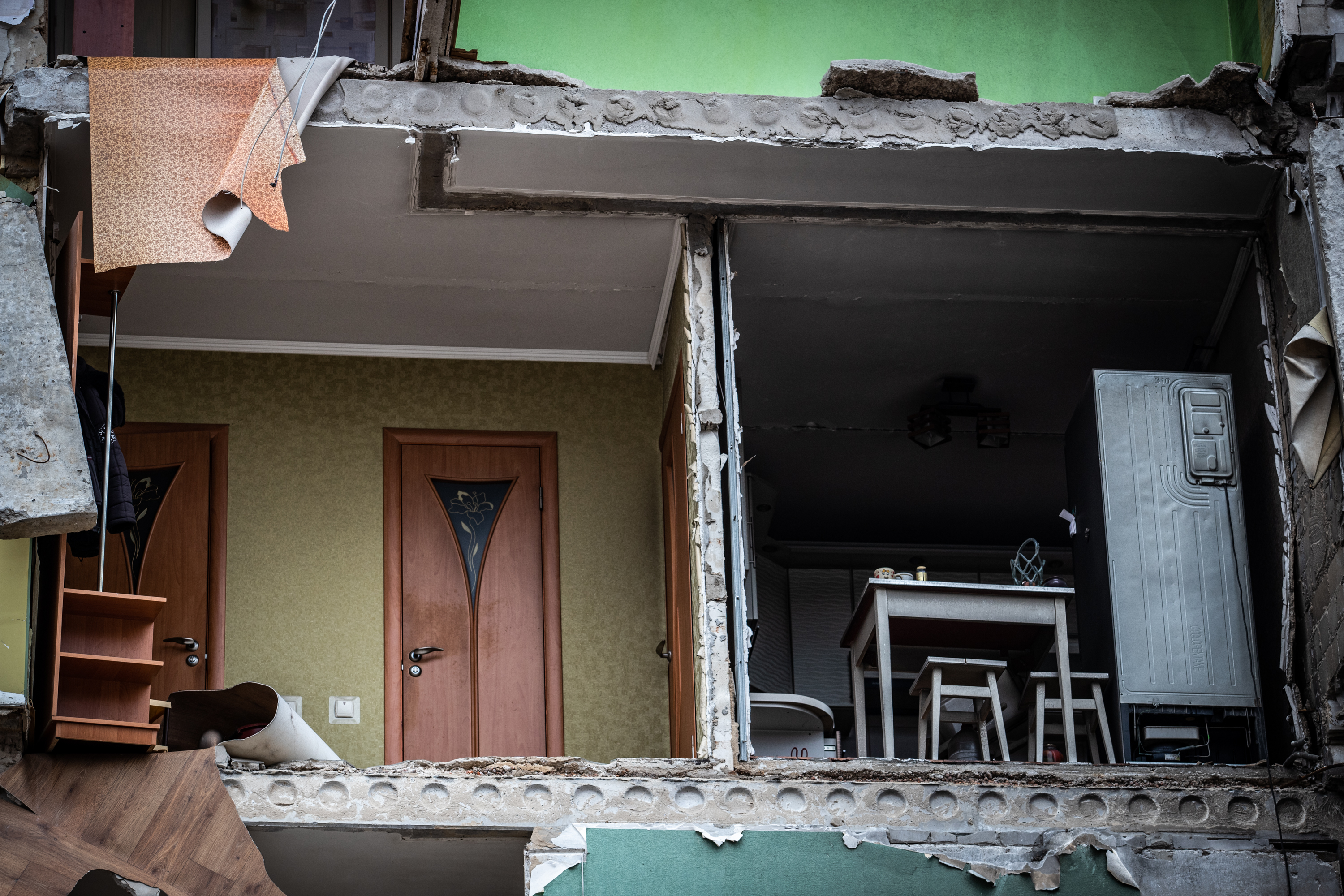
Квартира в одному з будинків

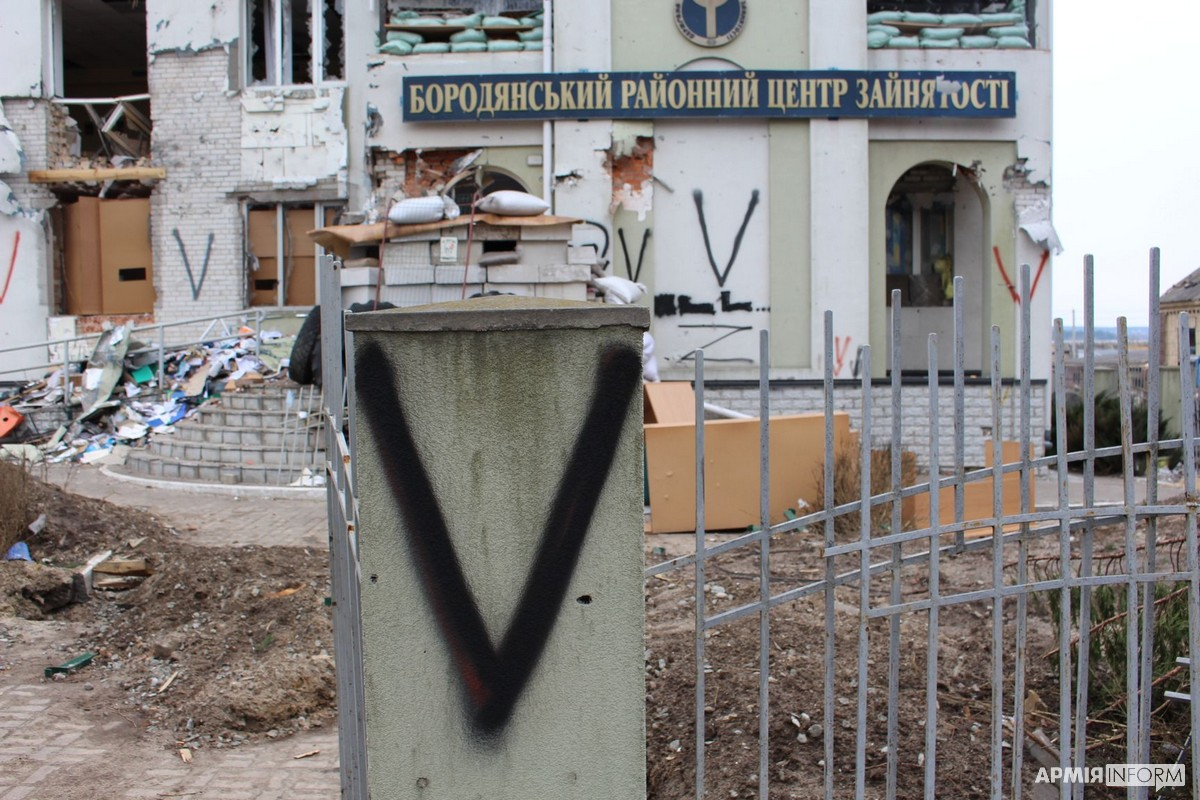
Центр зайнятості, де був штаб російських військ

На Центральній вулиці Бородянки були зруйновані або пошкоджені майже всі будівлі. Приватний сектор постраждав набагато менше. За даними місцевої влади, знищено 8 багатоквартирних будинків і пошкоджено ще 32. За даними Київської школи економіки, постраждали 55 багатоквартирних та 404 приватні будинки, а також 8 таунхаузів, сотні господарських споруд, багато будівель соціальної, промислової та адміністративної інфраструктури. Супутниковий центр ООН за космічними знімками нарахував у селищі 42 знищені, 52 серйозно пошкоджені і 60 помірно пошкоджених споруд. МВС України в травні 2023 року повідомило про 1780 пошкоджених або зруйнованих приватних житлових будинків, 11 зруйнованих багатоквартирних будинків, 5 зруйнованих і пошкоджених приміщень закладів дошкільної освіти і 10 закладів загальної середньої освіти в Бородянці. Повністю зруйновано, серед іншого, будівлі районного суду та центру реабілітації ветеранів. Загальні збитки Київська школа економіки оцінює в 148,4 млн $.
По всій громаді, за даними місцевої влади, знищено близько 500 приватних будинків та пошкоджено ще близько 450. Були перебиті три газопроводи, водогін, лінія електропередач, зруйновано трансформаторні підстанції, міст через річку Здвиж, цілеспрямовано знищено вишки зв'язку.
В сільраді та центрі зайнятості російські військові влаштували штаби. Приміщення, в яких вони жили, були знайдені розграбованими, засміченими і з зіпсованими речами. Був розграбований також речовий ринок і низка магазинів, аптек, ресторанів, банків тощо.
Із об'єктів культурної спадщини в Бородянці були пошкоджені краєзнавчий музей, бюст Тараса Шевченка, статуя архангела Михаїла та меморіальна дошка на честь жителів села Раска, вбитих німецькими окупантами.

## Реакція
У квітні 2022 року міністр внутрішніх справ України Денис Монастирський наголосив, що руйнування Бородянки — це злочин проти людяності.
Генпрокурор Ірина Венедіктова заявила, що російські військовики цілеспрямовано катували та вбивали цивільних і відзначила необхідність фіксації та доведення кожного воєнного злочину і злочину проти людяності та покарання за них.

## Пов'язані символи та твори мистецтва
На стіні знищеної квартири в одному з напівзруйнованих будинків вціліла кухонна шафка з півником васильківської майоліки. Вони набули популярності як символи стійкості та нескореності і були передані до Національного музею Революції Гідності.
2 травня 2022 року працівники ДСНС врятували з сьомого поверху зруйнованого будинку кішку Глорію, яка провела там без води та їжі близько двох місяців і теж стала широко відомою як символ незламності та життя.
Символічне значення отримав і бюст Тараса Шевченка на центральній площі Бородянки, якому окупанти прострелили голову — за словами свідків, кулеметною чергою з літака.
У листопаді 2022 року Бородянку відвідав британський художник Бенксі, який зробив на руїнах два малюнки: на Центральній, 353 — гімнастку, яка балансує на руках, а на котельні дитсадка — хлопчика, який кидає на спину дзюдоїста (захопленням дзюдо відомий Володимир Путін). Місцева влада встановила на малюнки захист і планує внести їх до переліку об'єктів культурної спадщини.
В Бородянці існує Меморіал пам'яті загиблим від російських загарбників. У листопаді 2022 року біля нього висадили Калиновий гай, присвячений загиблим захисникам України.

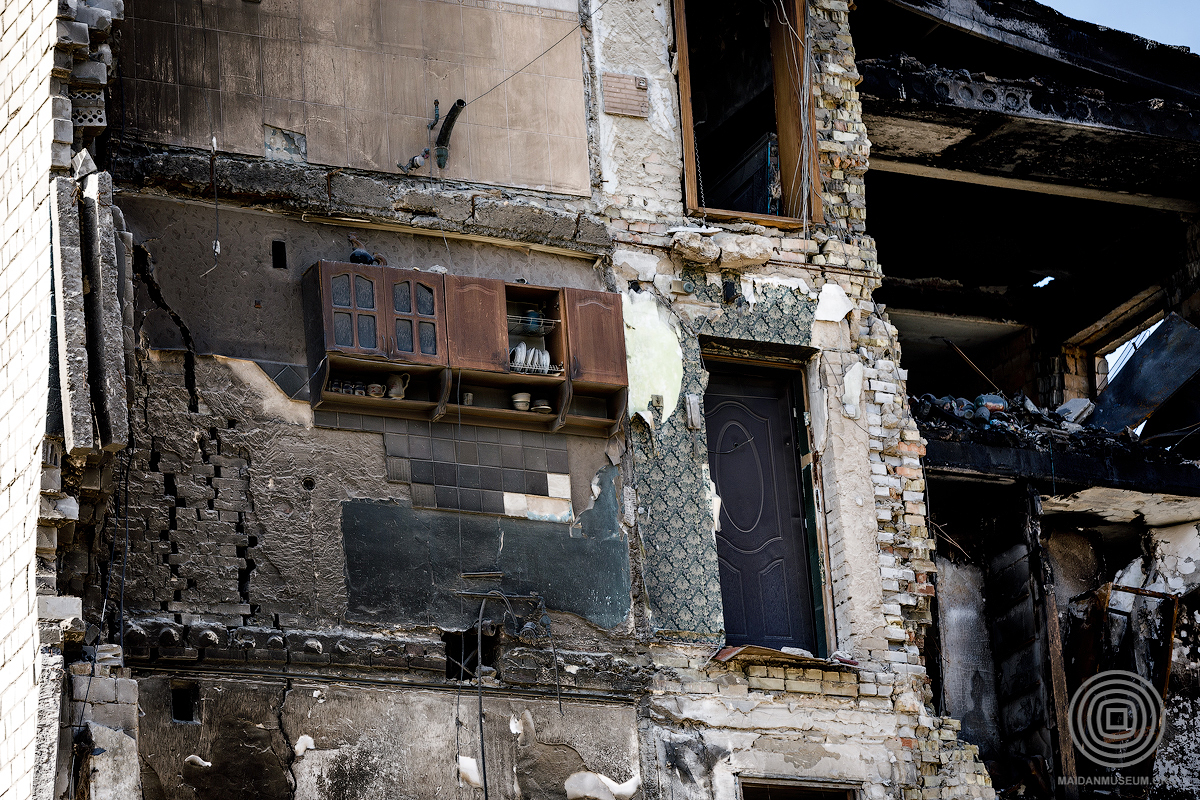
Кухонна шафка з півником васильківської майоліки
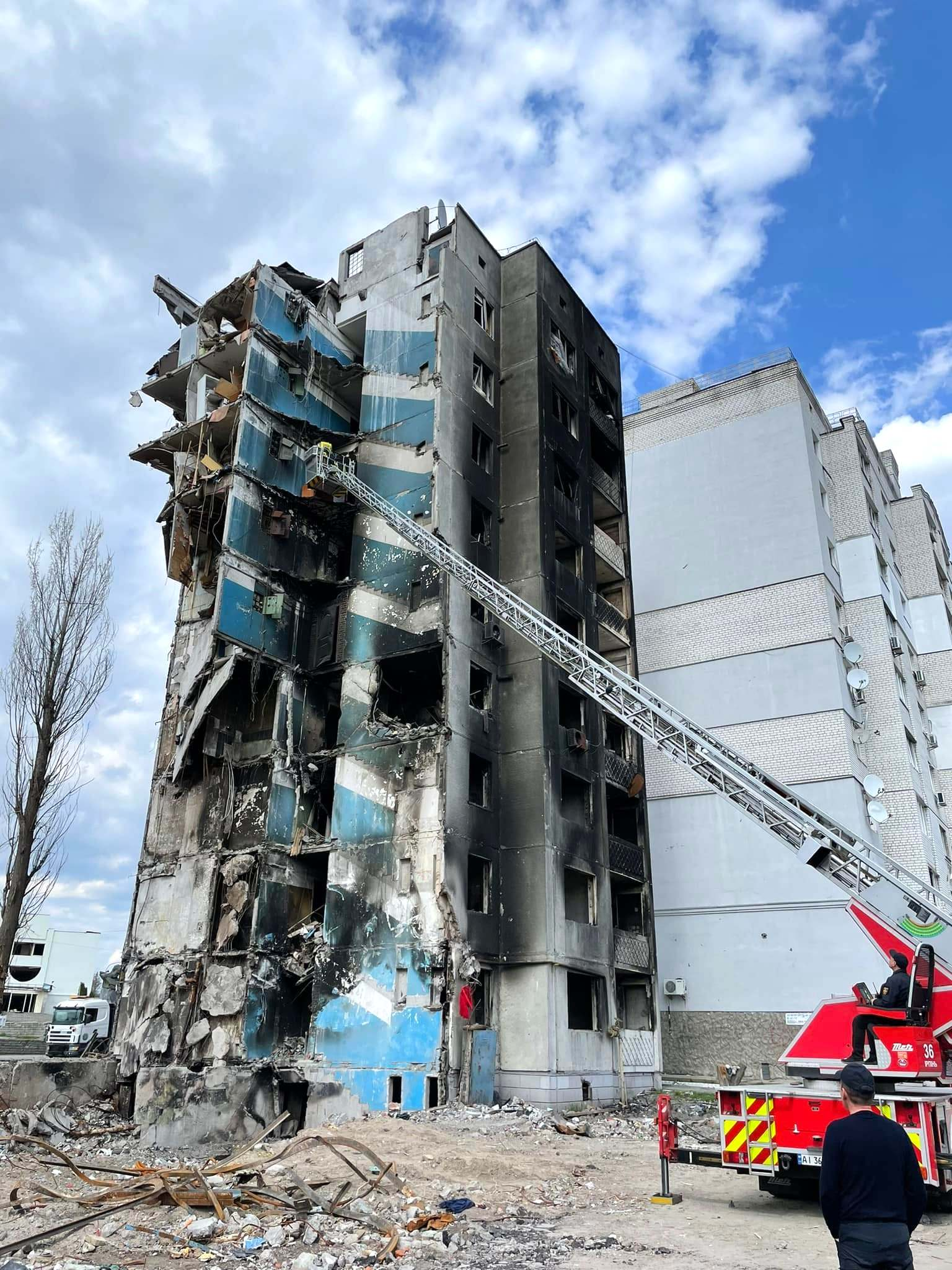
Порятунок кішки Глорії
Пам'ятник Тарасу Шевченку
Руїни з малюнком Бенксі